# Strada M8 (Russia)
La strada M8 «Cholmogory» è un'arteria stradale russa che collega Mosca al Nord-Ovest della Russia. È lunga 1271 km. La strada ha caratteristiche di autostrada 3x3, e verso la fine del tracciato si restringe in una 2x3, per poi confluire in 2 corsie per lato a Severodvinsk

## Storia
La costruzione della strada asfaltata fu progettata nel 1952, ma effettivamente iniziò nel 1961. Dopo 10 anni, negli anni '70, fu completato il cantiere